# 常敬寺
常敬寺（じょうきょうじ）は、千葉県野田市にある浄土真宗本願寺派の寺院。山号は中戸山。院号は西光院。本尊は阿弥陀如来。

## 歴史
創建年代は1284年、京都にある親鸞の廟所（大谷廟所）を守る親鸞の孫、唯善が関東に来た際に建立した寺で、浄土真宗の関東七大寺のひとつとされている。

## 文化財
- 千葉県指定文化財[2]
  - 木造阿弥陀如来坐像
  - 木造親鸞聖人坐像

## アクセス
- 東武野田線川間駅からバス境行き、またはまめバス関宿城ルートにて、諏訪橋停留所で下車徒歩10分[3]